# 丸京製菓
丸京製菓株式会社（まるきょうせいか）は、本社を鳥取県米子市旗ヶ崎に置く製菓会社。どらやきの生産量は日本一と同時に世界一を誇る。

## 沿革
- 1958年 前身の和菓子店の営業権を引き継ぎ[3]創業[1]。代表取締役社長 板見定一郎。代表取締役専務 鷲見岩作。
- 1967年 「そば饅頭」を開発、総売上2億円達成。
- 1972年 「そば饅頭」「茶どころ饅頭」のヒットにより販売エリアを西日本（関西から九州）に拡大
- 1976年 創業者 鷲見岩作 永眠。代表取締役社長 板見平一郎 就任。代表取締役専務 鷲見碩治 就任。「栗じまん」（現在の栗まん）大ヒット。
- 1982年 鷲見吉彦 常務取締役就任。観光土産品一時中止、スーパー、問屋及び小売店への販売ルートを切り換える。「桃山」「二彩味」「味の銘作」大ヒット。初年度単品にて4億円の販売実績。過去最高7億円の売上達成。
- 1989年 「どらやき」1号機導入、販売。
- 1990年 「どらやき」大ヒット。
- 1991年 代表取締役専務 鷲見吉彦 就任。常務取締役 鷲見浩生 就任。
- 1993年 どらやき専門店「どら吉」(現：丸京庵)オープン。
- 1995年 代表取締役社長 鷲見浩生 就任。製菓機械積極的にオーバーホールを行う。手土産ギフト開発、販売多品種、中ロット生産体制へ移行する。過去最高売上11億6000万円を達成。
- 2000年 商品アイテムの縮小を行い、NB志向を強める。
- 2003年 「ふんわり焼」発売、大ヒット。丸京ショップ全国展開スタート。
- 2004年 海外事業USA・韓国・台湾・香港にてプロモーション実施。直営和菓子専門店「丸京庵」米子本店オープン。
- 2008年 どらやきのまち米子宣言。
- 2009年 どらドラパーク米子ネーミングライツ取得（米子市営東山運動公園、米子市民球場）。4月4日「どらやきの日」認定。上海FHCにて「農林水産大臣賞」「経済産業大臣賞」獲得。
- 2010年 丸京ショップ株式会社設立。
- 2011年 代表取締役副社長 鷲見雄司 就任。
- 2012年 台湾に子会社の台湾丸京製菓股份有限公司を設立[2]。
- 2013年 「FSSC22000」認定取得。

## 関連会社
- 丸京貿易（上海）有限公司
- 台湾丸京製菓股份有限公司
- 丸京ショップ株式会社
- 和菓子の里株式会社[2]